# 彼得·克鲁泡特金
彼得·阿歷克塞維奇·克鲁泡特金（俄语：Пётр Алексе́евич Кропо́ткин，1842年12月9日—1921年2月8日），俄国活動家、作家、革命家、科學家、經濟學家、社会学家、歴史學家、散文家、研究者、政治学家、生物学家、地理學家、致力於提倡無政府共產主義的哲學家。
他出生在一個贵族地主家庭，年少時曾就讀軍事學校。他之後成為了西伯利亚的公務員，在那參與過幾次地理考察。1874年，他因參與政治運動入獄，2年後越獄逃跑。接下來41年，他輾轉流亡至瑞士、法國和英國。流亡期間，他就着無政府主義及地理學這兩個主題，發表了不少演說。在1917年俄国革命過後，他重返俄羅斯，但沒過多久他便對這個布尔什维克國家感到失望。
他是一名反對建立中央政府的共產主義者——他認為共產主義社會理應去中心化，故此提倡社會應由自有公社的聯合和工人自治企業所組成。克魯泡特金著有許多著作，比較著名的有《田野、工廠和工場》、《互助论：进化的一个要素》、《麵包與自由》。他也曾為1911年版的《大英百科全書第十一版》撰寫過有關無政府主義的條目。

## 生平

### 早年生活
克魯泡特金出生於莫斯科，他的父親阿列克謝·彼得羅維奇·克魯泡特金是斯摩棱斯克的世襲親王，屬留里克王朝的後裔，少將軍階。他們家族在三個省擁有莊園，共計1200名男性農奴為他們的家族服務。他的母親葉卡捷琳娜·尼古拉耶夫娜·蘇莉瑪是一名哥薩克將軍的女兒。
「在共和教育的影響之下」，12岁的克魯泡特金放弃了他的亲王名銜，「此後他的友人一旦稱他作亲王，他就會嚴加斥責」。
1857年，14歲的克魯泡特金開始就讀位於聖彼得堡的皇家士官生學校。這個學校當時只收了150多位貴族子弟，是一間直接受命於皇宮的軍事學校，不過其也有一定的自主性。克鲁泡特金的回忆录详细記錄了軍校的欺侮和虐待行为。
克魯泡特金於莫斯科開始對俄國農民的状况产生兴趣。由於他曾服待沙皇亚历山大二世，故其對於沙皇的「開明派」名聲感到懷疑。不過他還是對1861年的俄國農奴制度改革感到非常满意。在圣彼得堡的那段時間，他博覽群書，尤好關於法國歷史和百科全书派的書籍。1857-1861年，俄国知識分子在社會上開始有較大的影響力。克鲁泡特金則受到了自由革命文學的影響，此一類型的文學作品正好表達了他的願望。
1862年畢業後他要到沙俄军队服役，士官生學校的學生有自己選擇具體部隊的權力。他為了讓自己成為「有點用的人」，故選擇挑戰較高難度的選項，服役於西伯利亞哥薩克團。此後他亦在一段時間擔任赤塔外貝加爾山脈省長的副官。後來又成為西伯利亞東部駐伊爾庫茨克省長的哥薩克事務助理。

### 地理考察之旅

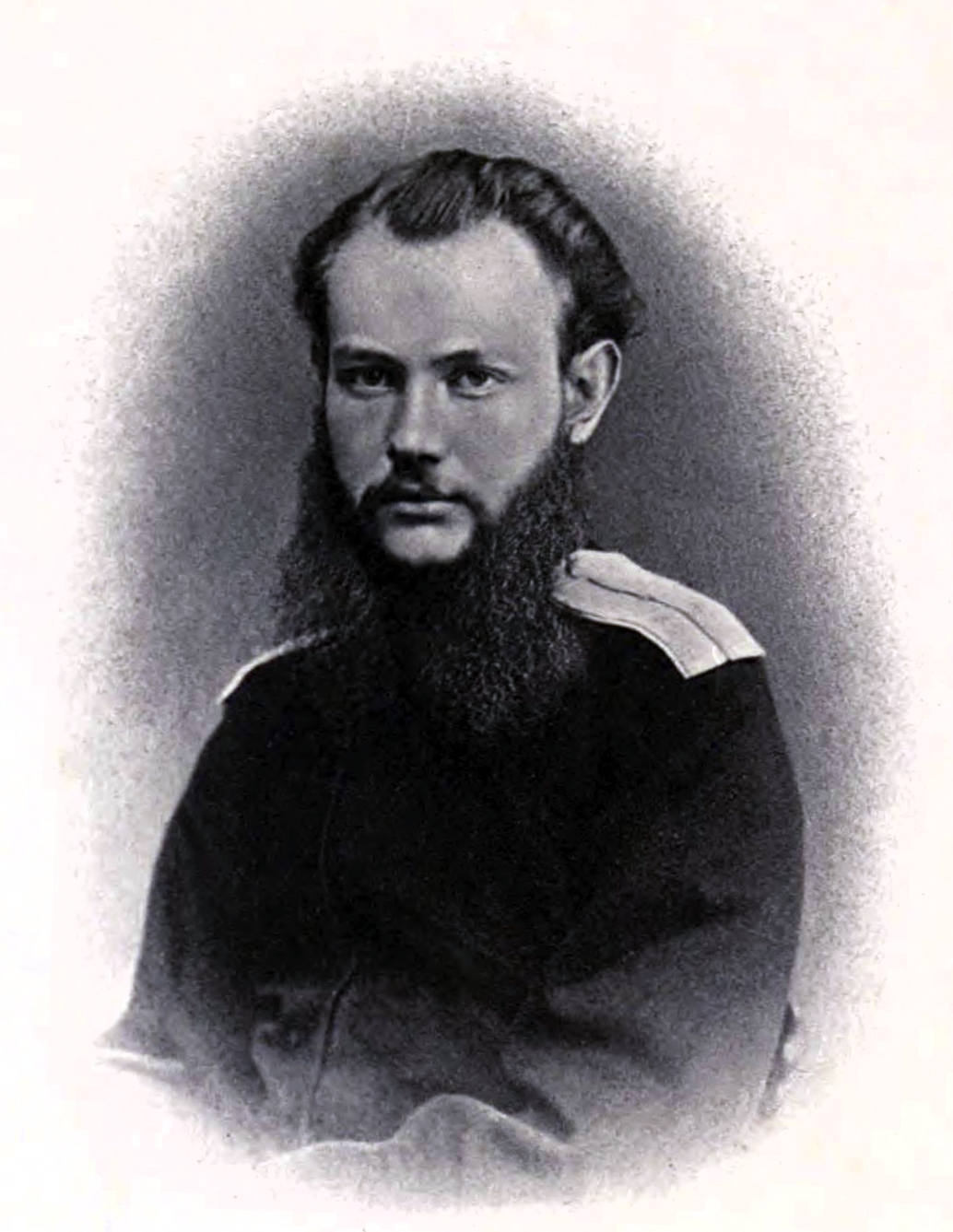
1864年的克魯泡特金

克魯泡特金的上級波尔斯拉尔·卡齐米罗维奇·库克尔將軍，是一位自由派。他私底下跟各路流亡到西伯利亚的激進政治人物保持聯繫，例如克魯泡特金曾提醒過警方在調查他的獄內政治行動的米哈伊爾·拉里奧諾維奇·米哈伊爾諾夫。米哈伊爾諾夫之後把法國無政府主義者皮埃爾-約瑟夫·普魯東的著作派給這位年輕的沙皇官僚——使得克魯泡特金首度接觸無政府主義的理念。库克尔後來從行政職調任至科研部門。
1864年，克魯泡特金被任命到满洲北部進行地理考察，從外貝加爾山脈一路考察到黑龙江。不久後又参加了另一个考察活動，是次則沿著松花江一路考察，直到到達满洲心臟地帶為止。該些考察為地理學作出了不少貢獻。由于在西伯利亚基本不可能實行任何真正的行政改革，故克鲁泡特金只能全心全意投入到科學探究當中，並取得不少成功經驗。
克魯泡特金亦繼續吸收其他政治經典，像是约翰·斯图尔特·密尔和亚历山大·伊万诺维奇·赫尔岑等自由主義思想家的著作。在該些著作的影響之下，再加上他跟農民共處的經驗，皆使之於1872年開始自稱為「無政府主義者」。
1867年，克鲁泡特金從軍務中辞去，並回到聖彼得堡。在那被聖彼得堡帝國大學取錄，開始修讀數學。與此同時，他亦成為了俄羅斯地理學會地理部的部长。由於他的實家一直擁有服兵役的傳統，而他卻不從，故他的父亲剥夺了他的貴族繼承權，「使他成为一位無法得到家族支持的『王子』」。
1871年，他考察了芬蘭和瑞典的冰川沉積。2年後，他發表了一篇對科學界有著重大貢獻的論文和地图，當中指明了以前的地圖在刻畫亞洲地形時的錯誤——以前的地圖多以從北到南/從東到西去描畫亞洲的主結構線，但他卻表示以從西南到東北的方向去描畫之才是正確的。其時俄國地理學會任命他為秘書，被他拒絕。這是因為他認為自身的責任已不在於進行科學探索，而在於幫助人民。之後，他回到聖彼得堡，並加入了革命黨。

### 到訪瑞士與法國
1872年，克魯泡特金到訪瑞士，在日內瓦加入了「國際工人協會」。不過他很快就對協會所提倡的社會主義感到反感。於是他改而接觸更為激進的汝拉联盟，並開始信奉無政府主義。

### 俄國活動與被捕
他之後回到俄國，並在友人德米特里·克莱门茨（Dmitri Klements）的介紹下，加入柴可夫斯基圈子（Circle of Tchaikovsky）——一個創立於1872年的社會主義/民粹主義組織。克魯泡特金在當中則負責向農民和工人散播革命宣傳，並為圈子與貴族兩者牽線。他在這段期間繼續任職於地理學會，好讓自己的行動能夠以有關職務的名義掩飾。
1872年，克鲁泡特金被當局以從事顛覆性政治活動為由拘捕，囚禁在彼得保罗要塞。因為他出身於貴族家庭，故其能在牢中得到特殊待遇，比方說他能在囚室中繼續從事地理學研究。1876年，他發表了一份有關冰河期的報告，當中他表示冰河時代並不像人們想像般那麼遙遠。

### 逃獄流亡
1876年克魯泡特金的審判快要開始之前，他身患嚴重的疾病，被移送到聖彼得堡陸軍醫院的一個低設防監獄，因此他決定在友人的協助之下逃獄。在成功逃獄的當天晚上，他們一行人到了聖彼得堡一家著名餐館庆祝。他們正確地預測警方不會找到那間餐館。之後他登上了一艘前往英國的船，開始逃亡生活。他在英國稍微停留一段時間後，便前往瑞士，在那加入了汝拉聯盟。1877年前往法國巴黎，開始參與社會主義運動。1878年，克魯泡特金回到瑞士，並為汝拉聯盟編輯出版刊物《起義》和其他宣傳革命的小冊子。

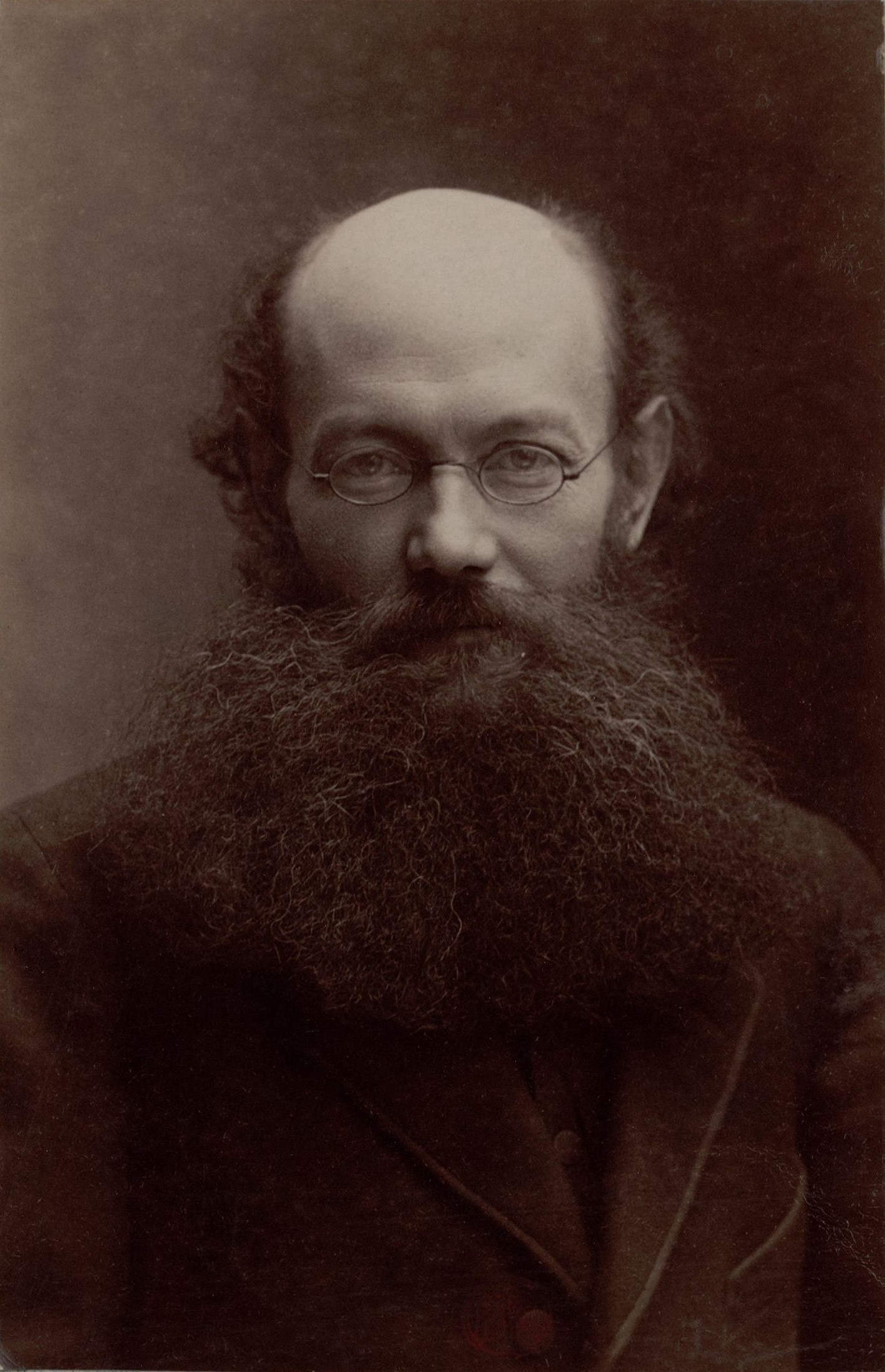
納達爾所拍攝的克魯泡特金

1881年亚历山大二世被刺殺後沒過多久，瑞士當局就下令把其驅逐出境。於是他便暫時逃至托农莱班，然後移居倫敦。自1881年7月14日起，他便定期出席當地的无政府主义大会。當時會出席大會的代表有艾力格·馬拉泰斯塔、泽维尔·梅林、路易丝·米歇尔、尼古拉·柴可夫斯基（Nicholas Tchaikovsky）、埃米尔·戈蒂埃。他們在尊重「每個地方團體自主性」的同时，亦會在會上訂下每個組織皆可跟從的宣传內容，並同意行動宣傳是一條通往社會革命的可行道路。《激进》（The Radical）這份報章於1881年7月23日報導指，克利夫兰大會堂於18日舉辦了一次會議，玛丽·勒孔特、路易丝-米歇尔、克鲁泡特金等人皆在會上發表演說。后来，勒孔特和克鲁泡特金又在霍姆顿社会民主俱乐部（Homerton Social Democratic Club）和史特拉福激进与辩证俱乐部（Stratford Radical and Dialectical Club）發表演講。
克魯泡特金在1882年回到托農。很快法國政府將他逮捕，在里昂經過警察審判（在巴黎公社被鎮壓後所確立的特別制度）後，以參加國際工人協會罪判5年監禁。但經過他在法國議會中的支持者不斷地遊說，1886年終被提前釋放。此時，他受到亨利·西摩（Henry Seymour）和夏洛特·威尔逊（Charlotte Wilson）二人邀請，再度前往英國，於當地一起從事《無政府主義者》（The Anarchist）這份報紙的出版工作。沒過多久，威尔逊和克魯泡特金便跟個人無政府主義者西摩決裂，另立《自由》（Freedom）報刊，兼營運著同名出版社。這間出版社至今仍在運作。克鲁泡特金經常為這份報刊撰稿。而威爾遜在1895年辭去編輯職務之前，一直在負責《自由》的行政和財務管理。克魯泡特金同時開始定居於倫敦的哈羅，之後再搬到布羅姆利。1887年4月15日，他的獨生女亚历山德拉於布羅姆利出生。接下來他開始在布莱顿長居。在定居倫敦的那段期間，克魯泡特金還跟不少著名的社會主義者成了好友，比如說威廉·莫里斯、萧伯纳。
1916年第一次世界大战期間，克魯泡特金跟簡·格雷夫著手起草了《十六宣言》，於當中表達了對協約國的支持，希望他們能夠在跟德國等同盟國的戰爭中贏出。克魯泡特金因為這份宣言，而察覺到自身跟主流無政府主義運動格格不入。

### 重返俄國

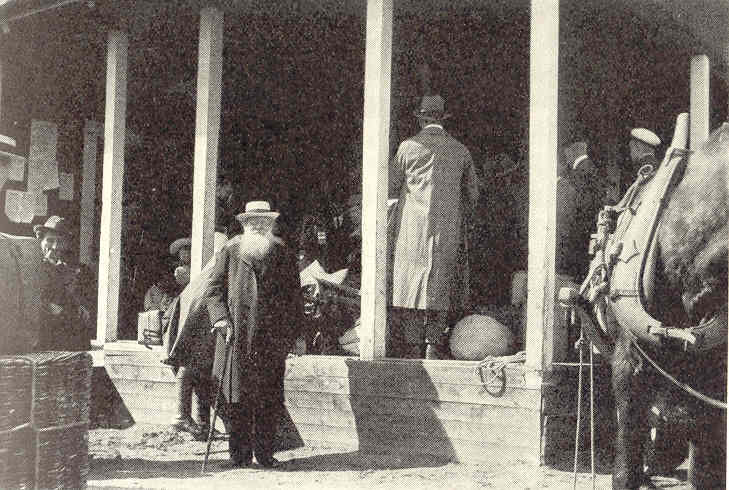
1917年的克魯泡特金（攝於哈帕兰达）

1917年二月革命過後，克魯泡特金重返闊別40年的俄國。他的歸來隨即引來了數萬人的歡呼迎接。他拒絕了臨時政府為他提供的教育部長職務，認為這有違自身的無政府主義理念。
布尔什维克於十月革命期間掌權，使得克魯泡特金感到欣喜。他對十月革命有著以下評論：「縱觀革命党的所有活动，我们决不能忘记无产阶级的十月运动。它以革命形式告終，並以此向每個人證明社會革命是絕對有可能發生的。而这场全世界皆有发生的斗争，必须得到一切手段支持——其他的都是次要的。布尔什维克的黨正确地以『共产党』 这个纯正无产阶级的古老名稱命名。即使它没有取得它所希望的一切成就，但它將會在至少一个世纪内，成為启迪文明国家的道路。它的思想將會像19世紀的法國大革命般 ，為各国人民接納。這就是十月革命的偉大成就。……我认为十月革命是一種嘗試，以把二月革命的結論實踐出來，從而過渡至共產主義和聯邦制」。
尽管克鲁泡特金之後的生活基本跟革命絕緣，但他對於布尔什维克卻愈加批評，例如他曾寫道：「不幸的是，俄羅斯的這種意圖是透過高度集權的黨中央達至的。這跟巴貝夫治下的雅各賓極端集權如出一系。我有义务指出，這種嘗試透過高度中央集權的國家共產主義，來建立共產主義共和國的努力注定會失敗。我们在俄羅斯學懂的教訓就是，不論人民對於舊有政權多麼厭倦，不論他們多麼希望出現一個新的統治者，也不應該引入共產主義」。

### 病重身故

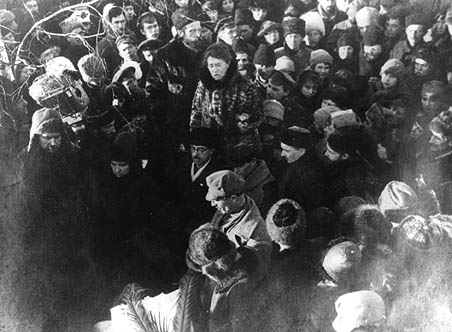
他的友人兼同路人埃玛·戈尔德曼在亞歷山大·貝克曼的陪同下，於克鲁泡特金的葬礼上讀出悼词。

1921年2月8日，克鲁泡特金於德米特罗夫的一個城市逝世，死因為肺炎。他葬於新聖女公墓。成千上萬的人到場為他送葬。在列宁的容許之下，在場的無政府主義者可以高舉反布爾什維克的標語。这次亦是蘇聯无政府主义者的最後一次公眾示威活動。埃玛·戈尔德曼和阿倫·巴倫於現場發表了講話。
1957年，莫斯科地铁的蘇維埃宮站特地改名為克魯泡特金站，以悼念這位人物。

## 政治思想

### 批判資本主義
克鲁泡特金認為封建制度和资本主义的經濟體系有著重大問題。他相信上述兩者皆會導致貧窮和人造稀缺的出現，並使社会特权的情況一直惡化下去。因此，他提出了一套建基於互助和協作的去中心化經濟體系。他表示，不論是自然界還是人類社會，都有相互扶持的一面。
克鲁泡特金並不認同馬克思對於資本主義的批判，勞動價值理論便是其中一例。他認為所做的工作與商品價格沒有必然關係。他对雇傭勞動制度的主要批評點在於雇傭關係當中的權力不平等，而不是雇主從中抽取剩餘價值。他表示这种不平等是由於国家保障生产资料私有制而誕生。

### 合作与竞争
1902年，克魯泡特金發表了《互助論：進化的一種因素》一著，於當中為人類和動物的生存延續提出另類觀點。當時像法蘭西斯·高爾頓般的社会达尔文主义者提出了有關人際競爭和動物相爭的理論。而克魯泡特金則認為，「在進化過程當中，使得人類等物種能夠成功的因素莫過於互助，其作用遠大於競爭」。在最後一章中，他寫道：
我们已经知道，在动物界中绝大多数的种是过群居生活的，它们的联合就是它们在生存竞争中的最好武器，当然，我们所说的生存竞争，是按照达尔文的广义观念来理解的——不是为了取得单纯的生存手段，而是为了抵抗一切不利于物种的自然条件的竞争。凡是把个体间的竞争缩减到最小限度，使互助的实践得到最大发展的动物的种，必定是最昌盛、最能不断进步的。在这种情况下所取得的互相保护以及达到长寿和积累经验的可能性、高度的智力发达和合群习惯的进一步培养，保证了物种的保持，保证了它的扩展和逐步进化。反之，不合群的种是注定要衰退的。——《互助论：进化的一个要素》
克魯泡特金没有否定人類擁有競爭意識，但並不認為它是推動歷史進程的主力:262。他认为只有在試圖摧毁国家或教会等等不公義的機關組織時，衝突才真正有益於社會。
克鲁泡特金在對原住民進行觀察後結論道，并非所有的人类社会都像工业化的欧洲社会般，建立在竞争的基础上，许多社会都表露出个體或群体之间的合作傾向。他还得出结论，認為大多数前工业社会和前威權社會都擁有抵制私有财产累积的傾向。比如在某人死後把他的財產平均分配給社群每一個人、不允許把禮品用作盈利用途。

### 互助論
他在《麵包與自由》中提出了一套經濟體系，其建基於自願協作和互助交換之上。他认为，在一个社会、文化、工业都发达至足夠生產其所需的所有商品和服務的社会里，是不應該有任何阻礙某人獲取所需的障礙，亦即廢除定價、貨幣等等的經濟障礙。他支持以废除货币作最終的目標。
克魯泡特金相信，巴枯宁的集体主义經濟體系不過是換了個名稱的薪酬制度罷了，於是繼認為集體主義必然會導致不平等和集權的情況出現。他認為某人對於社會勞動產品的貢獻是不可估量的，而任何人一旦嘗試估量他人的貢獻，便已把自身的權力置於被估量者之上。

### 自給自足
克鲁泡特金十分重視本地生產。他認為一個國家應盡可能自給自足——制造自己的商品，种植自己的粮食，减少对进口的依赖。於是他亦提倡以灌溉和温室來增加各國本地的粮食生产。

## 主要著作
- 《互助论：进化的一种因素》
- 《田野、工厂和工场（英语：Fields, Factories and Workshops）》
- 《面包与自由》
- 《法国大革命》
- 《在俄国和法国的监狱中》
- 《我的自传》
- 《伦理学的起源和发展》（未完成，死后发表）
- 《冰河时代研究》
- 《关于欧亚大陆的讨论》
- 《聆听，无政府主义者！》
- 《向青少年呼吁》